# Phrynobatrachus congicus
Phrynobatrachus congicus é uma espécie de anfíbio da família Petropedetidae.
É endémica de República Democrática do Congo.
Os seus habitats naturais são: marismas de água doce e marismas intermitentes de água doce.